# Inseguiti
Inseguiti (di cui il titolo originale è Fled) è un film del 1996 diretto da Kevin Hooks. È un remake del film La parete di fango.
Nel cast sono presenti Laurence Fishburne, Stephen Baldwin e Salma Hayek.

## Trama
Charles Piper e Luke Dodge sono una coppia di criminali in fuga dalla polizia. Durante la loro fuga incontreranno una serie di persone con le quali vivranno vicende molto interessanti.